# Muhammad Abu al-Qasim al-Zuwai
Muhammad Abu al-Qasim al-Zuwai (in arabo محمد أبو القاسم الزوي‎?) (14 maggio 1952) è un politico libico, ultimo segretario generale del Congresso generale del popolo dal 2010 al 2011.
Precedentemente aveva ricoperto l'incarico di ministro della giustizia e di ambasciatore di Libia nel Regno Unito. 
Nominato dal colonnello Muʿammar Gheddafi, era succeduto nel gennaio del 2010 a Mubārak ʿAbd Allāh al-Shāmikh.
Dall'8 settembre del 2011 è stato tenuto sotto custodia dalle nuove autorità libiche uscite vincitrici dalla guerra civile.